# Żłobienie elektropowietrzne
Żłobienie elektropowietrzne – metoda spawalnicza służąca do wycinania grani spoiny i wad powierzchniowych, w której źródłem ciepła jest łuk elektryczny.
Proces polega na usunięciu części materiału za pomocą elektrody węglowej podłączonej do bieguna dodatniego źródła prądu, a materiał do bieguna ujemnego. W materiale powstaje rowek o średnicy elektrody, która może być okrągła lub płaska. Nadmiar materiału jest usuwany przez strumień powietrza.